# Taxeotis holoscia
Taxeotis holoscia är en fjärilsart som beskrevs av Oswald Beltram Lower 1903. Taxeotis holoscia ingår i släktet Taxeotis och familjen mätare. Inga underarter finns listade i Catalogue of Life.